# Royal Republic
Royal Republic je švédská rocková kapela z Malmö . Skupinu tvoří hlavní zpěvák a kytarista Adam Grahn, kytarista Hannes Irengård, basista Jonas Almén a bubeník Per Andreasson.

## Historie

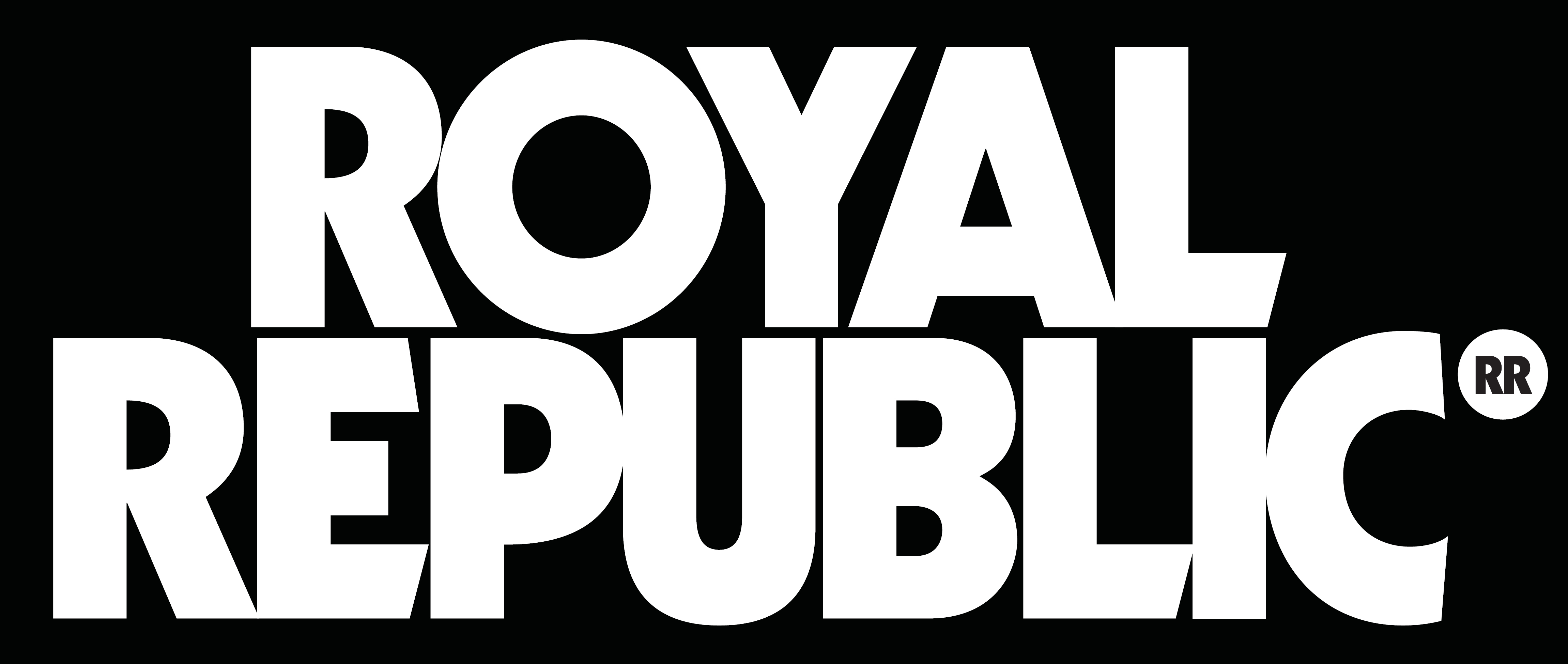
Logo

### 2007–2012
Kapela Royal Republic vznikla v roce 2007.Jejich první album We Are the Royal bylo nahráno pod dohledem švédského producenta Anderse Hallbäcka v Malmö. Hallbäck také hraje na baskytaru na singlu All Since Of You a dokonce se objevuje jako baskytarista ve videoklipu. Album bylo smícháno v ToyTown Studios a dokončeno s pomocí Stefana Glaumanna. Dne 6. srpna 2009 byla deska vydána ve Švédsku a získala široký ohlas od kritiků, fanoušků a rozhlasových stanic. Tři písně z alba, Full Steam Spacemachine , I Must Be Out of My Mind a 21st Century Gentleman , byly uvedeny na soundtracku F1 2011.
Tommy-Gun se také dostal na první místo v žebříčku MTV Rocks.

### 2012–2014
Dne 24. srpna 2012 kapela vydala své druhé album s názvem Save the Nation. Save the Nation bylo široce hodnoceno kritikou a vedlo k lepší pozici v žebříčku než jeho předchůdce We are the Royal.  Po vydání alba následovaly koncerty v Austrálii, Velké Británii, Německu, Francii a zemích Beneluxu. Royal Republic navíc hráli v roce 2013 na tradičně bohatých německých festivalech Rock am Ring a Rock im Park.

### 2014–2016
Dne 28. března vydali album Royal Republic and the Nosebreakers, na kterých byly skladby z předchozích alb We Are the Royal a Save the Nation reinterpretovány akustickým a country způsobem.
Doprovodné turné k tomuto akustickému albu se skládalo z deseti termínů, které kapelu zavedlo do Německa, Francie, Švýcarska, České republiky, Rakouska, Polska a Švédska.

### 2016
Dne 26. února 2016 Royal Republic vydala své čtvrté album Weekend Man. Stejně jako jejich předchůdci, Weekend Man byl smíchán Michaelem Illbertem v Hansa Mix Room a masteringem byl Tom Coyne ze Sterling Sound.

### 2019
Dne 31. května 2019 Royal Republic vydala Club Majesty.

### 2024-2025
Dne 9. února 2024 Royal Republic oficiálně oznámila své šesté studiové album LoveCop, když vydali titulní skladbu alba. Album bylo celosvětově vydáno 7. června 2024. Skupina se již dříve zmiňovala o nadcházejícím albu na konci svého singlu My House z 5. ledna 2024 . V květnu 2024 se kapela vydala na turné LoveCop.
V ČR zahráli v roce 2024 na festivalu Rock For People.
4. února 2025 zahráli v pražském klubu Sasazu.

## Diskografie
- We Are The Royal (2010)
- Save the Nation (2012)
- Royal Republic and the Nosebreakers (2014)
- Weekend Man (2016)
- Club Majesty (2019)
- LoveCop (2024)